# Cabinet fantôme Den Uyl

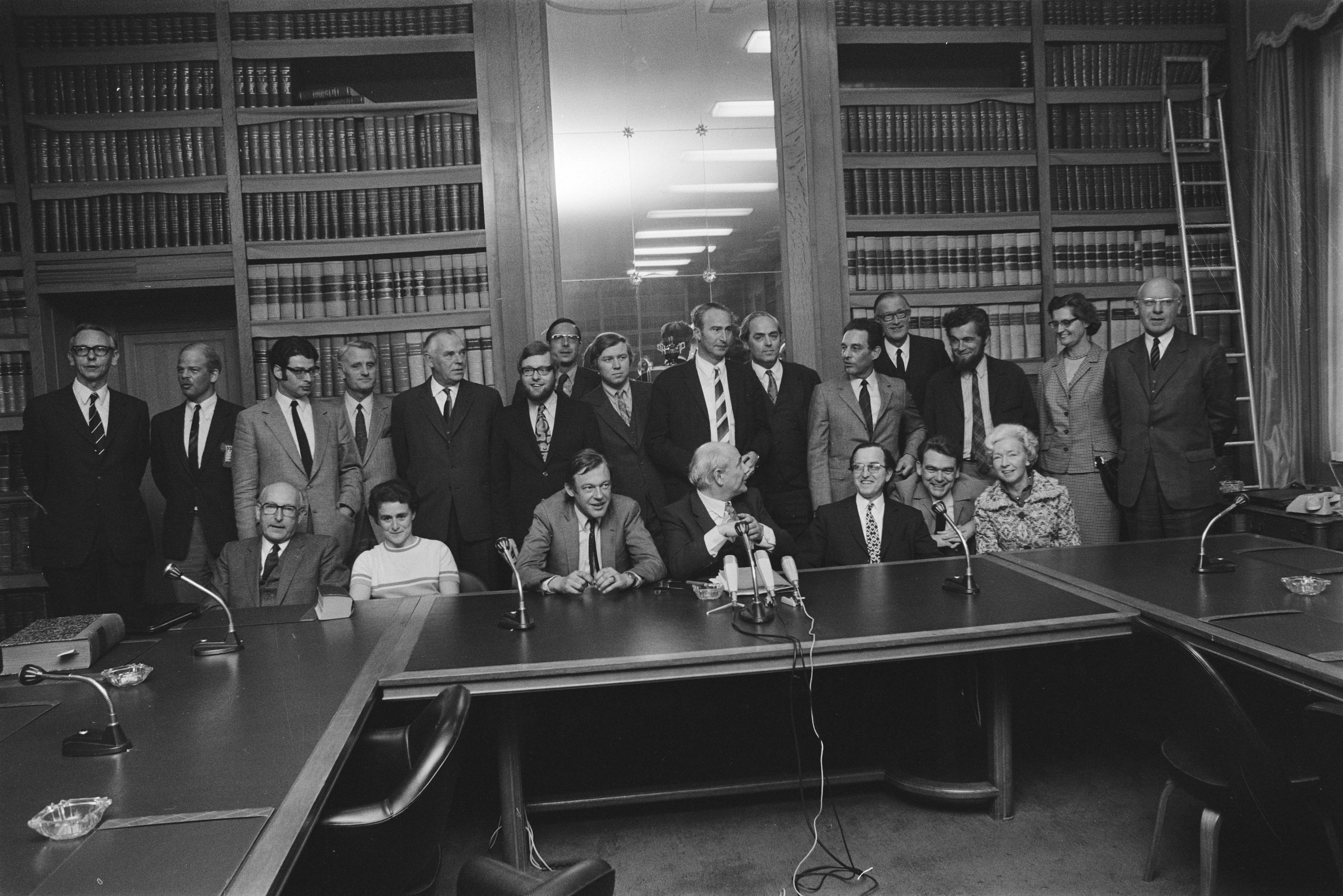
Le cabinet fantôme Den Uyl réuni à la Binnenhof de La Haye, le 16 avril 1971.

Aux Pays-Bas, à la veille des élections législatives du 28 avril 1971, le cabinet fantôme Den Uyl (en néerlandais : schaduwkabinet-Den Uyl) est formé en date du 16 avril. Composé de représentants du Parti travailliste (PvdA), des Démocrates 66 (D'66) et du Parti politique des radicaux (PPR), il est mené par le chef de file travailliste, Joop den Uyl. Bien que le PvdA remporte les élections, celui-ci ne participe pas au cabinet Biesheuvel I. Le cabinet fantôme Den Uyl est dissous le 2 juillet 1971.
L'idée d'un cabinet fantôme sur le modèle britannique vient du travailliste Ed van Thijn. Il s'agit d'une expression de la coopération politique progressiste aux Pays-Bas dans les années 1970. Le cabinet fantôme Den Uyl est composé de 16 ministres de l'ombre (10 pour le PvdA, 4 pour les D'66 et 2 pour le PPR), assistés de 8 secrétaires d'État de l'ombre (5 pour le PvdA et 3 pour les D'66).
Les trois partis forment à nouveau un cabinet fantôme, à la composition différente (alors avec un programme électoral commun, intitulé « Keerpunt 1972 »), sous la direction de Den Uyl peu avant les élections législatives anticipées du 29 novembre 1972, en date du 18 novembre, mais à l'instar de celui formé l'année précédente, il ne dure que brièvement, le temps de la campagne électorale. Cependant, cette fois-ci, le cabinet fantôme amène à l'entrée au gouvernement des partis concernés, puisque le cabinet Den Uyl, formé en 1973, après les élections, inclut les partis du cabinet fantôme, ainsi que le Parti populaire catholique (KVP) et le Parti antirévolutionnaire (ARP).

## Composition originale
| Poste                                                                | Titulaire | Titulaire             | Parti |
| -------------------------------------------------------------------- | --------- | --------------------- | ----- |
| Premier ministre Ministre des Affaires générales                     |           | Joop den Uyl          | PvdA  |
| Vice-Premier ministre Ministre des Affaires constitutionnelles       |           | Hans van Mierlo       | D'66  |
| Vice-Premier ministre Ministre des Affaires intérieures              |           | Jacques Aarden        | PPR   |
| Ministre des Affaires étrangères                                     |           | Max van der Stoel     | PvdA  |
| Ministre de l'Éducation et de la Science                             |           | Anne Vondeling        | PvdA  |
| Ministre de la Justice                                               |           | Anneke Goudsmit       | D'66  |
| Ministre des Finances                                                |           | Robbert van den Bergh | PvdA  |
| Ministre de la Défense                                               |           | Jaap Burger           | PvdA  |
| Ministre du Logement et de l'Aménagement du territoire               |           | Hans van den Doel     | PvdA  |
| Ministre des Transports et des Eaux                                  |           | Ed van Thijn          | PvdA  |
| Ministre des Affaires économiques                                    |           | Cees de Galan         | PvdA  |
| Ministre de l'Agriculture et de la Pêche                             |           | Henk Vredeling        | PvdA  |
| Ministre des Affaires sociales                                       |           | Theo van Lier         | PvdA  |
| Ministre de la Culture, des Loisirs et du Travail social             |           | Max Rood              | D'66  |
| Ministre de la Santé publique et de la Protection de l'environnement |           | Wiebe Draijer         | D'66  |
| Ministre de la Coopération pour le développement                     |           | Bas de Gaay Fortman   | PPR   |